# Anne Boleyn
Anne Boleyn (n. 1507, Blickling Hall⁠(d), Regatul Angliei – d. 19 mai 1536, Londra, Regatul Angliei) a fost regina Angliei între 1533 și 1536, ca a doua soție a regelui Henric al VIII-lea. Căsătoria lor și apoi executarea ei, prin decapitare pentru trădare, precum și alte acuzații, au făcut-o să devină o figură cheie tragică în răsturnarea politică și religioasă care a marcat începutul Reformei engleze.
Anne era fiica lui Thomas Boleyn, primul conte de Wiltshire, și a soției sale, Lady Elizabeth Howard. Fusese educată în Țările de Jos și Franța, întrucât fusese doamnă de onoare în anturajul reginei Claude a Franței. Anne s-a întors în Anglia la începutul anului 1522, pentru a se căsători cu vărul ei, irlandez James Butler, al 9-lea conte de Ormond; planurile de căsătorie au fost rupte și, în schimb, Anne și-a asigurat un post la curte ca doamnă de onoare a primei soții a lui Henric al VIII-lea, Caterina de Aragon.

## Educație și tinerețe

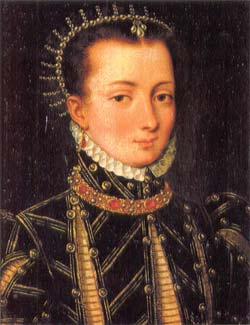
Anne Boleyn

Anne a fost fiica lui Thomas Boleyn, mai târziu Conte de Wiltshire și Conte de Ormonde și a soției lui, Lady Elizabeth Howard, fiica lui Thomas Howard, al 2-lea Duce de Norfolk. Thomas Boleyn a fost un diplomat respectat. A fost favorit al regelui Henric al VII-lea care l-a trimis în misiuni diplomatice peste graniță.
Anne a fost crescută în Europa; a fost doamnă de onoare a reginei Maria Tudor (sora lui Henric al VIII-lea) care se căsătorise cu Ludovic al XII-lea al Franței, apoi a reginei în vârstă de 15 ani, Claude a Franței, în slujba căreia a stat vreme de șapte ani. La curtea reginei, și-a îmbunătățit franceza și a devenit interesată de modă și de filosofia religiei. De asemenea a căpătat cunoștințe de cultura Franței și de etichetă.
Anne a fost rechemată în Anglia în 1522 să se mărite cu vărul ei irlandez, James Butler, un tânăr cu câțiva ani mai mare decât ea și care locuia la curtea engleză  în încercarea de a soluționa un litigiu asupra titlul și moșiilor ducatului de Ormond. Sora sa mai mare, Mary Boleyn, fusese rechemată în Anglia la sfârșitul anului 1519, din cauza aventurii ei cu regele Franței. S-a căsătorit cu William Carey, un nobil minor, în februarie 1520 la Greenwich; la puțin timp după nuntă Mary Boleyn devine metresa regelui Henric al VIII-lea.
Anne și-a făcut debutul la Chateau Vert (Castelul Verde) jucând rolul "Perseverenței" într-o piesă dată în onoarea ambasadorilor imperiali la 4 martie 1522. În 1525, Henric al VIII-lea s-a îndrăgostit de ea însă ea i-a rezistat și a refuzat să-i devină metresă așa cum o făcuse sora ei, Mary Boleyn. Una dintre principalele dorințe ale lui Anne a fost ca regele Henric sa anuleze căsătoria sa cu Caterina de Aragon pentru a fi liber să se căsătorească cu ea. Când a fost clar că Papa Clement al VII-lea nu va anula căsătoria, în Anglia a început ruperea puterii bisericii romano-catolice.
Cardinalul Thomas Wolsey a fost demis din funcția de arhiepiscop de York (se presupune că la instigarea Annei Boleyn), iar mai târziu, capelanul familiei Boleyn, Thomas Cranmer, a fost numit arhiepiscop de Canterbury.
La 1 septembrie 1532, regele i-a acordat Annei titlul de marchiză de Pembroke, astfel că ea a devenit cea mai importantă femeie care nu făcea parte din familia regală, din regat. Titlul Pembroke era semnificativ pentru familia Tudor deoarece unchiul lui Henric, Jasper Tudor, deținuse titlul de Conte de Pembroke
Și familia Annei a profitat de această relație. Tatăl ei a fost numit viconte Rochford și Conte Wiltshire. La marele banchet pentru a sărbători noul titlu al tatălui ei, Anne a avut prioritate în fața Ducesei de Suffolk și Norfolk (sora regelui), ocupând locul de onoare de lângă rege, loc ocupat de obicei de regină. Datorită intervenției Annei, sora sa Mary, devenită văduvă, a primit o pensie anuală de 100 £, iar fiul ei, Henry Carey, a fost educat la o prestigioasă mănăstire cisterciană.

## Regină

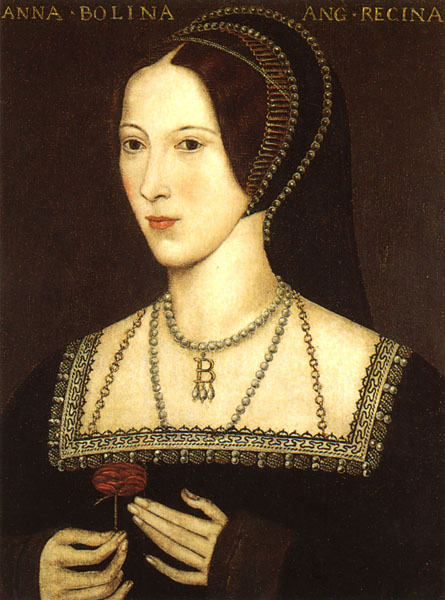
Portret al lui Anne Boleyn din epoca elisabetană târzie, o posibilă copie a unui original pierdut din 1533–36.

Henric și Anne s-au căsătorit la 25 ianuarie 1533. La 23 mai 1533, Cranmer a declarat nulă căsătoria regelui Henric cu Caterina; cinci zile mai târziu el a declarat validă căsătoria dintre Henric și Anne. La scurt timp, Papa a semnat sentința de excomunicare împotriva lui Henric și Cranmer. Ca rezultat al acestei căsătorii și al acestei excomunicări, a avut loc prima ruptură dintre biserica din Anglia și Roma, iar biserica din Anglia a trecut sub controlul regelui.

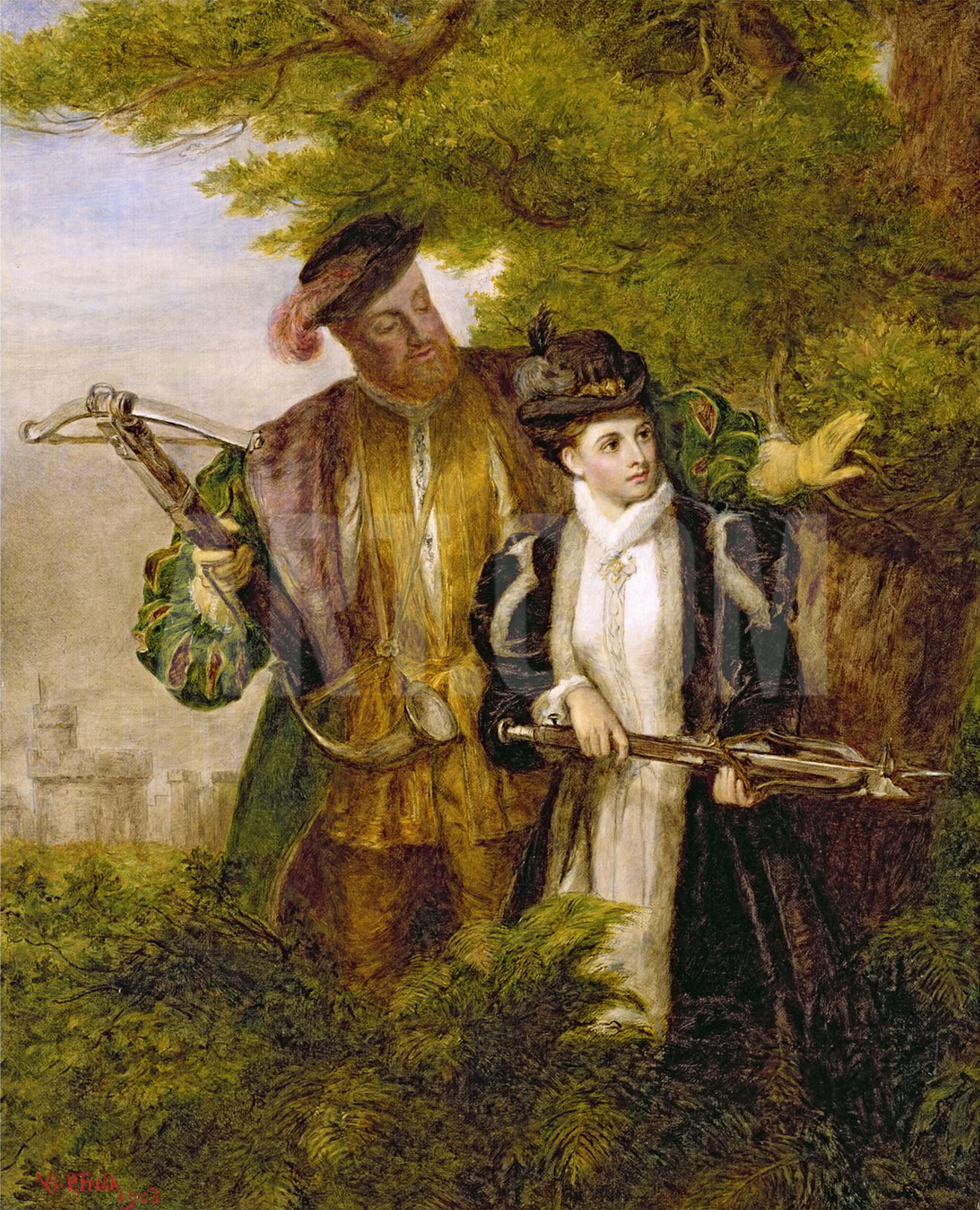
Pictură de la începutul secolului XX reprezentând pe regele Henric al VIII-lea și Anne Boleyn la vânătoare.

Anne a fost încoronată regină a Angliei, la 1 iunie 1533, printr-o fastuoasă ceremonie la Westminster Abbey. A fost ultima soție a unui monarh al Angliei, încoronată separat de soțul ei. Spre deosebire de orice altă regină a Angliei, Anne a fost încoronată cu coroana Sf. Edward, care până atunci fusese folosită numai la încoronarea monarhilor.

După încoronare, Anne s-a stabilit în reședința favorită a regelui, Palatul Greenwich, pentru a se pregăti de naștere. Copilul s-a născut prematur, la 7 septembrie 1533. Spre dezamăgirea lui Henric, Anne a născut o fată, care a fost botezată Elisabeta (viitoarea Elisabeta I a Angliei), probabil în onoarea mamei lui Henric, Elisabeta de York.
Anne Boleyn acorda petiții, primea diplomați, prezida întâlniri. A jucat un rol important în poziția internațională a Angliei, prin solidificarea alianței cu Franța. Avea o relație foarte bună cu ambasadorul francez Gilles de la Pommeraie. După un avort în jurul Crăciunului din 1534, Henric a discutat cu episcopul Cranmer posibilitatea de a o părăsi pe Anne, fără să trebuiască să se întoarcă la Catherine. Totuși, cuplul regal s-a împăca,t iar în octombrie Anne era din nou însărcinată.
Anne Boleyn cheltuia sume mari pe rochii, bijuterii, pălării, pene de struț, echipamente de călărie, mobilier și tapiserie, menținând ostentația cerută de statutul său. Numeroase palate au fost renovate pentru a fi potrivite extravagantelor gusturi ale cuplului regal. Mottoul ei era "Cea mai fericită", iar pentru blazon și-a ales un șoim alb.
Anne era acuzată de tirania guvernării soțului ei, iar oamenii se refereau la ea ca "târfa regelui" sau "prostituată obraznică. Popularitatea ei a scăzut și mai mult după execuția dușmanilor ei, Sir Thomas More și episcopul John Fisher.

## Căderea și execuția

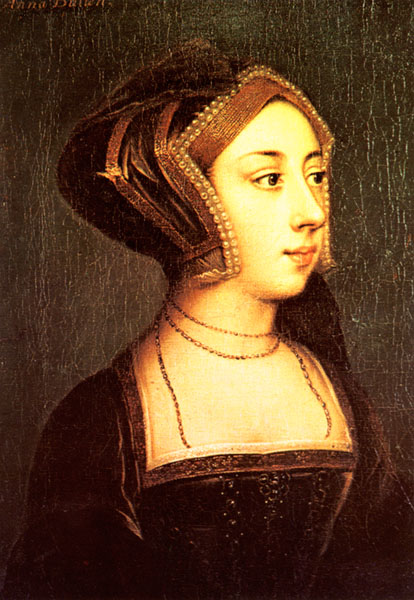
"Anna Boleyn", pictură după Hans Holbein cel Tânăr, Castelul Hever, Kent.

După ce în ianuarie 1536, Anne pierde sarcina, Henric declară că a fost sedus să se căsătorească. În martie 1536, Henric o curta pe Jane Seymour, iar la 2 mai 1536 o acuză pe Anne de înaltă trădare, o arestează și o închide în Turnul Londrei. „Crima" de care a fost acuzată se referea la presupuse legături amoroase cu cinci bărbați, din care unul era chiar fratele ei, George. Deși nu au existat dovezi, toți șase au fost găsiți vinovați atât de adulter, cât și de complot, pentru a-l ucide pe Henric al VIII-lea. A murit executată pe 19 mai 1536. Cu toate că în timpul vieții n-a fost o regină populară, după arestarea ei, procesul și execuția, opinia publică a început s-o simpatizeze și să dezaprobe comportamentul lui Henric.
După numai 11 zile de la execuția ei, Henric al VIII-lea s-a căsătorit, pe 30 mai 1536, cu Jane Seymour, cea de-a treia soție a sa.

## Religia lui Anne Boleyn
Credința personală a lui Anne Boleyn rămâne o controversă. John Foxe a scris în Cartea sa despre martiri despre Regină, menționând devotamentul acesteia pentru cauza Reformei Protestante și scriind despre cum venirea la domnie a fiicei ei, Elisabeta I, reprezintă o dovadă a faptului că Regina Anne a fost o femeie bună in timpul vieții. 
Se crede că ar fi ales personal șase dintre cei nouă episcopi aleși după despărțirea Angliei de Roma dintre reformatori, și ar fi oferit burse studenților protestanți veniți să studieze la Universitățile englezești. Se mai vorbește despre cum, în 1529, la un an după publicarea cărții „Ascultarea omului creștin” de William Tyndale, i-ar fi dăruit lui Henry VIII o copie, care citind-o, a fost convins de adevărul argumentelor sale pentru o supremație a conducătorului politic asupra Bisericii locale. 
Obișnuia să citească Biblia în limba engleză, încurajându-și și servitorii să o citească zilnic. 
Ultimele cuvinte ale sale înainte de execuție au fost: „Iisuse Hristoase, ai milă de sufletul meu!”

## Familie
Cu Henric al VIII-lea a avut:
- Elisabeta I, Regina Angliei (7 Septembrie 1533 – 24 Martie 1603 ).A devenit regină după moartea fratelui ei.Elisabeta este cunoscuta ca Elisabeta, Regina Virgină, și este unul dintre cei mai iubiți și respectați monarhi ai Angliei.
- Avort Spontan (baiat, 1534)
- Avort Spontan (baiat, 1535)
- Avort Spontan la 4 luni (1536, 29 Ianuarie baiat)